# Górnośląskie Tramwaje Parowe

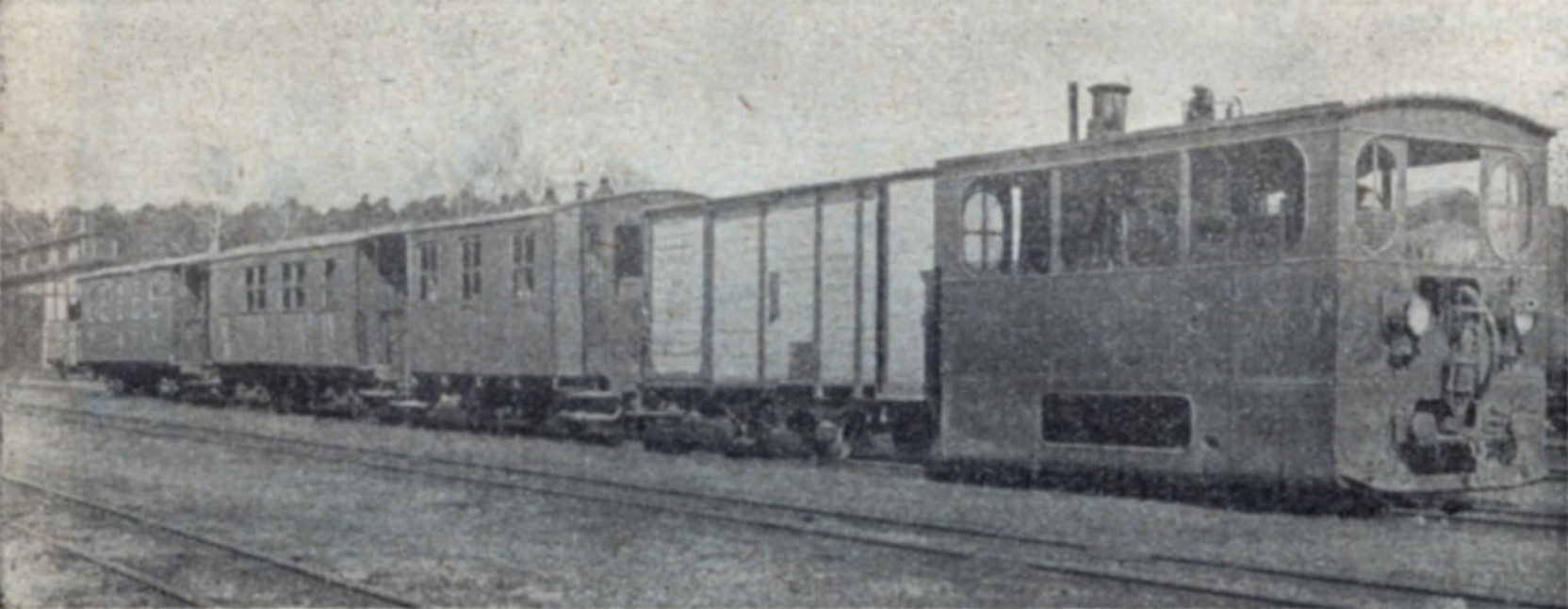
Górnośląski tramwaj parowy z 1894

Górnośląskie Tramwaje Parowe (niem. Oberschlesische Dampfstraßenbahn GmbH, w skr. ODS) – berlińska spółka, która od 1894 r. budowała pierwszą sieć tramwajów parowych w konurbacji górnośląskiej, elektryfikowaną od 1898 r. Spółka zbudowała także kolej lokalną Gliwice – Rudy – Racibórz.
Tramwaje, jak i kolejka posiadały rozstaw szyn 785 mm, podobnie jak zbudowane wcześniej Górnośląskie Koleje Wąskotorowe. Od 1901 r. przejęta przez Schlesische Kleinbahn AG. W okresie międzywojennym Oberschlesische Dampfstraßenbahn odsprzedała infrastrukturę w polskiej części GOP. Pierwotna sieć (z wyjątkiem kolejki Gliwice – Rudy – Racibórz włączonej w 1945 roku do GKW) po przebudowie i znormalizowaniu rozstawu toru w latach 1925–1952 stanowi podstawę tras tramwajowych w centralnej i zachodniej części konurbacji, obecnie eksploatowanej przez Tramwaje Śląskie.